# Wallace Yan
Wallace Yan de Souza Barreto (Rio de Janeiro, 8 febbraio 2005) è un calciatore brasiliano, attaccante del Flamengo.

## Carriera
Cresciuto nel settore giovanile del Ferroviária, nel 2022 è stato ceduto in prestito al Flamengo, e nel febbraio del dal 2023 è stato acquistato a titolo definitivo. Ha debuttato in prima squadra il 27 gennaio 2024 nell'incontro del Campionato Carioca pareggiato 0-0 contro il Portuguesa-RJ mentre il 22 settembre seguente ha giocato il suo primo incontro di Série A, contro il Grêmio.
Il 20 gennaio 2025 ha segnato il suo primo gol nella partita del Campionato Carioca persa 2-1 contro il Nova Iguaçu. Sempre nel 2025 esordisce nelle competizioni CONMEBOL per club prendendo parte alla Coppa Libertadores; partecipa inoltre anche al mondiale per club, in cui il 20 giugno 2025 al suo esordio nella competizione realizza la rete del definitivo 3-1 sugli inglesi del Chelsea nella seconda giornata della fase a gironi.

## Statistiche

### Presenze e reti nei club
Statistiche aggiornate al 20 giugno 2025.
| Stagione        | Squadra         | Campionato      | Campionato | Campionato | Coppe nazionali | Coppe nazionali | Coppe nazionali | Coppe continentali | Coppe continentali | Coppe continentali | Altre coppe | Altre coppe | Altre coppe | Totale | Totale | Totale |
| Stagione        | Squadra         | Comp            | Pres       | Reti       | Comp            | Pres            | Reti            | Comp               | Pres               | Reti               | Comp        | Pres        | Reti        | Pres   | Reti   |        |
| --------------- | --------------- | --------------- | ---------- | ---------- | --------------- | --------------- | --------------- | ------------------ | ------------------ | ------------------ | ----------- | ----------- | ----------- | ------ | ------ | ------ |
| 2024            | Flamengo        | A/RJ+A          | 1+1        | 0          | CB              | 0               | 0               | CL                 | 0                  | 0                  | -           | -           | -           | 2      | 0      |        |
| 2025            | Flamengo        | A/RJ+A          | 7+3        | 4+0        | CB              | 0               | 0               | CL                 | 3                  | 0                  | CmC         | 2           | 2           | 15     | 6      |        |
| Totale carriera | Totale carriera | Totale carriera | 12         | 4          |                 | 0               | 0               |                    | 3                  | 0                  |             | 2           | 2           | 17     | 6      |        |

## Palmarès

### Club

#### Competizioni naizonali
- Coppa del Brasile: 1

Flamengo: 2024
- Supercoppa del Brasile: 1

Flamengo: 2025

#### Competizioni statali
- Campionato Carioca: 1

Flamengo: 2024, 2025